# Dane Cook
Dane Jeffrey Cook (Cambridge, Massachusetts, 1972. március 18.) amerikai humorista és színész. Öt nagylemezt adott ki: Harmful If Swallowed; Retaliation; Vicious Circle; Rough Around the Edges: Live from Madison Square Garden és Isolated Incident címeken. 2006-ban a "Retaliation" platinalemez státuszt ért el.
Egyike az első olyan humoristáknak, akik saját weblapjuk és Myspace segítségével építettek ki maguknak rajongótábort. 2006-ban "riasztóan népszerűnek" nevezték. Ő volt a második humorista, (Andrew Dice Clay után), aki teltházas előadást tartott a Madison Square Garden-ben. A Time magazin 2006-ban beválogatta a 100 legbefolyásosabb ember listájára, ahol a hatvanharmadik helyet érte el.

## Élete
A massachusettsi Cambridge-ben nőtt fel, Donna Jean (2006-ban elhunyt) és George F. Cook (2007-ben elhunyt) gyermekeként. Öt nővére és egy idősebb féltestvére van, Darryl. Dane ír katolikus családban nőtt fel. A massachusettsi Arlingtonban nevelkedett, ahol az Arlingtoni Középiskola tanulója volt.
Gyerekkori énjét "eléggé csendesnek, bezárkozónak és szégyenlősnek" nevezte, de otthon "vad gyerek" volt. A középiskolában kezdett színészkedni és stand-upolni, így túllépett a szégyenlős természetén. Érettségi után tartalék tervként grafikus tervezést tanult a főiskolán, arra az esetre, ha a humor nem jön be neki.
1990-ben kezdte stand-upos karrierjét comedy clubokban. Első nagylemeze, a Harmful if Swallowed 2003-ban jelent meg.
Egy kritikus szerint a változatos megfigyeléseivel és a pörgős fellépéseivel alakított ki magának közönséget. Ennek ellenére többen is humortalannak tartják.
Állítása szerint nem iszik és nem drogozik.
Cook féltestvére, Darryl volt a menedzsere 2008-ig, amikor kiderült, hogy Darryl és felesége több millió dollárt sikkasztottak Cook-tól. Mindketten börtönbe kerültek.
2017-ben Kelsi Taylorral kezdett járni, aki 26 évvel fiatalabb nála.

## Diszkográfia
- Harmful if Swallowed (2003)
- Retaliation (2005)
- Vicious Circle (2006)
- Rough Around the Edges: Live at Madison Square Garden (2007)
- Isolated Incident (2009)

## Egyéb kiadványok
- Tourgasm (tripla DVD, 2006)
- The Lost Pilots (DVD, 2007)
- I Did My Best: Greatest Hits Album (válogatáslemez, 2010)

## További információ
- Hivatalos oldal
- Dane Cook a Facebookon
- Dane Cook a PORT.hu-n (magyarul)
- Dane Cook az Internetes Szinkronadatbázisban (magyarul)
- Dane Cook az Internet Movie Database-ben (angolul)
- Dane Cook a Rotten Tomatoeson (angolul)